# Stasina rangelensis
Stasina rangelensis är en spindelart som beskrevs av Franganillo 1935. Stasina rangelensis ingår i släktet Stasina och familjen jättekrabbspindlar.
Artens utbredningsområde är Kuba. Inga underarter finns listade i Catalogue of Life.